# Bandiera delle Isole Salomone
La bandiera nazionale delle Isole Salomone era stata accordata dalla regina Elisabetta II il 18 novembre 1977, prima ancora della proclamazione ufficiale di indipendenza, avvenuta nel luglio 1978. I colori blu, giallo e verde rappresentano rispettivamente l'acqua, il sole e la terra. Le cinque stelle, presenti nei vessilli di molte delle isole del Pacifico, rappresentano in questo caso i distretti in cui il paese era suddiviso.

## Bandiere storiche

Bandiera del protettorato britannico delle Isole Salomone (1906-1947)
Bandiera del protettorato britannico delle Isole Salomone (1947-1956)
Bandiera del protettorato britannico delle Isole Salomone (1956-1966)
Bandiera del protettorato britannico delle Isole Salomone (1966-1977)